# Jules Ozenne
Pour les articles homonymes, voir Ozenne.
Jules Ozenne, né à Louviers le 8 décembre 1809 et décédé à Torcy le 2 mars 1889, est un homme politique français.
- Ministre de l'Agriculture et du Commerce du 23 novembre au 12 décembre 1877 dans le gouvernement Gaétan de Rochebouët.

Il est nommé Grand officier de la Légion d'honneur en 1873.

## Publications
- Exposition internationale et universelle de Philadelphie sur Gallica, 1877
- Atlas graphique et statistique du commerce de la France avec les pays étrangers, pour les principales marchandises, pendant les années 1859 à 1875 sur Gallica, 1878